# Edaphobacter
Edaphobacter es un género de bacterias gramnegativas de la familia Acidobacteriaceae. Fue descrito en el año 2008. Su etimología hace referencia a suelo. Son bacterias aerobias y de movilidad variable. Todas las especies se han aislado de suelos. 

## Taxonomía
Actualmente existen 7 especies descritas:
- Edaphobacter acidisoli
- Edaphobacter aggregans
- Edaphobacter bradus
- Edaphobacter dinghuensis
- Edaphobacter flagellatus
- Edaphobacter lichenicola
- Edaphobacter modestus